# Bob Price

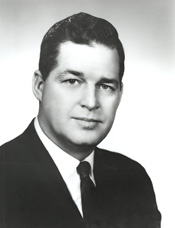
Bob Price

Robert Dale „Bob“ Price (* 7. September 1927 in Reading, Lyon County, Kansas; † 24. August 2004 in Pampa, Texas) war ein US-amerikanischer Politiker. Zwischen 1967 und 1975 vertrat er den Bundesstaat Texas im US-Repräsentantenhaus.

## Werdegang
Bob Price besuchte die öffentlichen Schulen seiner Heimat und studierte danach bis 1951 an der Oklahoma State University. Zwischen 1951 und 1955 diente er in der United States Air Force. Während des Koreakrieges flog er 27 Kampfeinsätze. Für seine militärische Leistungen wurde er mit der Air Medal ausgezeichnet. Nach seiner Militärzeit bewirtschaftete Price seine inzwischen erworbene Ranch in Texas. Gleichzeitig begann er als Mitglied der Republikanischen Partei eine politische Laufbahn. In den Jahren 1964, 1966 und 1968 war er Delegierter auf den regionalen Parteitagen der Republikaner in Texas. Im August 1968 nahm er auch an der Republican National Convention in Miami Beach teil, auf der Richard Nixon als Präsidentschaftskandidat nominiert wurde.
Bei den Kongresswahlen des Jahres 1966 wurde Price im 18. Wahlbezirk von Texas in das US-Repräsentantenhaus in Washington, D.C. gewählt, wo er am 3. Januar 1967 die Nachfolge von Walter E. Rogers antrat. Nach drei Wiederwahlen konnte er bis zum 3. Januar 1975 vier Legislaturperioden im Kongress absolvieren. Seit 1973 vertrat er als Nachfolger von Graham B. Purcell den 13. Distrikt seines Staates. In seine Zeit als Kongressabgeordneter fielen unter anderem der Vietnamkrieg, der Höhepunkt der Bürgerrechtsbewegung und die Watergate-Affäre. Diese Affäre schadete der Republikanischen Partei und ihren Mandatsträgern. Viele wurden im Jahr 1974 nicht wiedergewählt. Dazu gehörte auch Bob Price.
1976 bewarb er sich erfolglos um seine Rückkehr in den Kongress. Zwischen 1978 und 1980 saß er im Senat von Texas. In den Jahren 1988, 1990 und 1992 versuchte Price jeweils erfolglos, die Nominierung seiner Partei für die Kongresswahlen erringen. Er starb am 24. August 2004 in Pampa und wurde in Midland beigesetzt. Mit seiner Frau Martha hatte er drei Kinder.